# أويس القرني المرادي
أَبُو عَمْرٍو ، أُوَيْسُ بْنُ عَامِرِ بْنِ جَزْءِ بْنِ مَالِكٍ الْقَرَنِيُّ الْمُرَادِيُّ الْيَمَانِيُّ (28 ق هـ - 37 هـ /594م -657م): هُوَ الْقُدْوَةُ الزَّاهِدُ ، سَيِّدُ التَّابِعِينَ فِي زَمَانِهِ، قَدْ كَانَ مِنْ أَوْلِيَاءِ اللَّهِ الْمُتَّقِينَ وَمِنْ عِبَادِهِ الْمُخْلَصِينَ ، وأصله من اليمن، من بلدة  ردمان. أسلم في عهد رسول الله صلى الله عليه وسلم ومنعه من القدوم إليه بره بأمه،وجاء في صحيح مسلم «إن خير التابعين رجل يقال له أويس، وله والدة، وكان به بياض. فمروه فليستغفر لكم».
وقد بشر النبي صلى الله عليه وسلم به وذكر اسمه، نسبه، وصفاته لأصحابه، فكان إذا أتى على عمر بن الخطاب أمدَاد أهلِ اليمن الغزاة الذين يمدون جيوش الإسلام في الغزو، يسأل عنه، حتى وصل إليه. وجاء في صحيح مسلم:«كان عمر بن الخطاب إذا أتى عليه أمداد أهل اليمن، سألهم: أفيكم أويس بن عامر؟ حتى أتى على أويس فقال: أنت أويس بن عامر؟ قال: نعم، قال: من مراد ثم من قرن؟ قال: نعم، قال: فكان بك برص فبرأت منه إلا موضع درهم؟ قال: نعم، قال: لك والدة؟ قال: نعم، قال: سمعت رسول الله صلى الله عليه وسلم يقول: يأتي عليكم أويس بن عامر مع أمداد أهل اليمن، من مراد، ثم من قرن كان به برص فبرأ منه إلا موضع درهم، له والدة هو بها بر، لو أقسم على الله لأبره، فإن استطعت أن يستغفر لك فافعل فاستغفر لي، فاستغفر له. فقال له عمر: أين تريد؟ قال: الكوفة، قال: ألا أكتب لك إلى عاملها؟ قال: أكون في غبراء الناس أحب». وعقد النووي رحمه الله في شرح صحيح مسلم بابا في فضائله : باب من فضائل أويس القرني رضي الله عنه
سكن الكوفة في حدود سنة 19 هـ، ثم شهد معركة نهاوند في جيش الكوفة.وعاش أكثر دهره مستخفيا، وجعل الناس في طلبه من كل موضع، ويتمسحون به، وكان - كثيرا - يقول: ماذا لقيتُ من عمر بن الخطاب حين عرفني الناس. شهد مع علي بن أبي طالب يوم صفين وكان على الرَّجالة،يضرب بالسيفين، فأصيب يومها،وانتقضت عليه جراحته، فمات في الرقة،وفيها مسجد أويس القرني بجوار قبره، وقد زاره ياقوت الحموي.

## نسبه
أُويس بن عامر - لقبه الخليص - بن جزء بن مالك بن عمرو بن سعد بن عصوان بن قرن بن ردمان بن ناجية بن مراد.

## سيرته
ولد وعاش مع قومه قبيلة مراد اليمانية المذحجية ومساكنها في مأرب اليمن، وانتقل إلى الكوفة، فناصر علي بن أبي طالب في صفين وبها استشهد. وقد روى عن عمر وعلي، وتعلم على يد كثير من الصحابة ونهل من علمهم حتى صار من أئمة التابعين زهدًا وورعًا. وقد تعلم منه خلق كثير، تعلموا منه بره بأمه، وتواضعه لربه رغم ما ورد في فضله من أحاديث، ورغم ما ذكره به عمر بن الخطاب، وروى عنه بشير بن عمرو وعبد الرحمن بن أبي ليلى.

## فضله ومناقبه
لأويس القرني مكانة عظيمة يعرفها الصحابة رضوان الله عليهم لما سمعوه من النبي محمد صلى الله عليه وسلم، ولقد أفرد الإمام مسلم في صحيحه بابًا من فضائل أويس القرني، وروى مسلم بسنده عن أسير بن جابر قال:
| أويس القرني المرادي | كان عمر بن الخطاب إذا أتى عليه أمداد أهل اليمن سألهم: "أفيكم أويس بن عامر؟" حتى أتى على أويس فقال: "أنت أويس بن عامر؟" قال: "نعم" قال: "من مراد ثم من قرن؟" قال: "نعم" قال: "فكان بك برص فبرأت منه إلا موضع درهم؟" قال: "نعم" قال: "لك والدة؟" قال: "نعم" قال: "سمعت رسول الله يقول لصحابته: يأتي عليكم أويس بن عامر مع أمداد أهل اليمن من مراد ثم من قرن كان به برص فبرأ منه إلا موضع درهم له والدة هو بها بر لو أقسم على الله لأبره؛ فإن استطعت أن يستغفر لك فافعل؛ فاستغفر لي" فاستغفر له، فقال له عمر: "أين تريد؟" قال: "الكوفة" قال: "ألا أكتب لك إلى عاملها؟" قال: "أكون في غبراء الناس أحب إلي" قال: فلما كان من العام المقبل حج رجل من أشرافهم فوافق عمر فسأله عن أويس قال: "تركته رث البيت قليل المتاع" قال: "سمعت رسول الله يقول: يأتي عليكم أويس بن عامر مع أمداد أهل اليمن من مراد ثم من قرن كان به برص فبرأ منه إلا موضع درهم له والدة هو بها بر لو أقسم على الله لأبره فإن استطعت أن يستغفر لك فافعل فأتى أويسًا فقال: "استغفر لي" قال: "أنت أحدث عهدا بسفر صالح فاستغفر لي" قال: "لقيت عمر؟" قال: "نعم" فاستغفر له ففطن له الناس فانطلق على وجهه قال أسير وكسوته بردة فكان كلما رآه إنسان قال: من أين لأويس هذه البردة. | أويس القرني المرادي |

ونَادَى رَجُلٌ مِنْ أَهْلِ الشَّامِ يَوْمَ صِفِّينَ: فقال: "أَفِيكُمْ أُوَيْسٌ الْقَرَنِيُّ" قَالُوا: "نَعَمْ" قَالَ: "سَمِعْتُ رَسُولَ اللَّهِ إِنَّ مِنْ خَيْرِ التَّابِعِينَ أُوَيْسًا الْقَرَنِيَّ.
ذكره ابن سعد في الطبقة الأولى من تابعي أهل الكوفة وقال: «كان ثقة». وذكره البخاري فقال: «في إسناده نظر». وقال ابن عدي: «ليس له رواية». وكان مالك ينكر وجوده إلا أن شهرته وشهرة أخباره لا تسع أحدا أن يشك فيه.

### خير التابعين وأفضلهم
كان أويس من كبار التابعين، ومن أفضلهم، على خلاف بين العلماء حول أفضل التابعين على الإطلاق، قال أحمد: هو سعيد بن المسيب، وقيل: هو أويس القرني، وقيل: الحسن البصري والصواب: أويس لما في صحيح مسلم: « أن من خير التابعين رجل يقال له أويس » وبعضهم قال: الأعلم: سعيد بن المسيب، والأزهد والعابد: أويس.

## جهاده ووفاته
خرج أويس القرني مع علي بن أبي طالب في موقعة صفين، وتمنى الشهادة ودعا الله قائلاً: «اللهم ارزقني شهادة توجب لي الحياة والرزق ». وقاتل حتى استشهد فنظروا فإذا عليه نيف وأربعون جراحة، وكان ذلك سنة 37 هـ في وقعة صفين.

## من أقواله
- قول أويس لهرم بن حيان: إحذر ليلة صبيحتها القيامة، ولا تفارق الجماعة فتفارق دينك، يا هرم توسد الموت إذا نمت واجعله أمامك إذا قمت، ولا تنظر إلى صغر ذنبك، ولكن انظر إلى من عصيت فإن صغرت ذنبك فقد صغرت الله.
- قال له هرم بن حيان يوما: صلنا يا أويس بالزيارة فقال له: قد وصلتك بما هو خير من الزيارة واللقاء وهو الدعاء بظهر الغيب إن الزيارة واللقاء ينقطعان والدعاء يبقى ثوابه.
- قال له رجل أريد أن أصحبك لأستأنس بك، فقال أويس: سبحان الله ما كنت أرى أحدا يعرف الله يستوحش مع الله.[21]